# Johan Otto von Spreckelsen
Johan Otto von Spreckelsen (4. května 1929 Viborg – 16. března 1987 Hørsholm) byl dánský architekt. Jeho nejslavnější stavbou je mrakodrap La Grande Arche ve čtvrti La Défense.

## Život

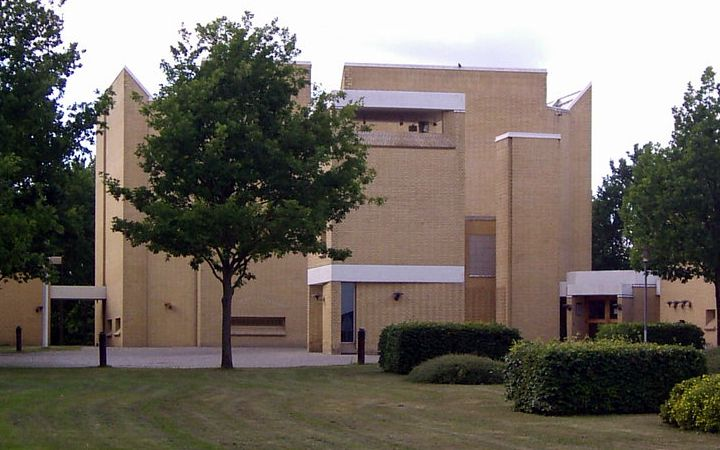
Stavnsholt Kirke

Vystudoval na Královské akademii výtvarných umění v Kodani, kde se později stal ředitelem a byl jím až do své smrti. Vytvořil několik moderních kostelů v Dánsku, například kostel Vangede Kirke nedaleko Kodaně (1974), Stavnsholt Kirke ve Farumu (1981) nebo dva katolické kostely v Esbjergu a Hvidovre, oba zasvěcené Svatému Mikuláši. Jeho nejznámějším dílem je ale La Grande Arche, centrální stavba pařížké finanční čtvrti La Défense. Architektonickou soutěž ma stavbu archy vyhrál v květnu 1983. Podle francouzského prezidenta Françoise Mitterranda to bylo pro čistotu formy a sílu Spreckelsenova návrhu. Stavba vysoká 110 m byla otevřena v červenci 1989, dva roky po autorově smrti.